# Conflit ecclésiastique de Mayence
On appelle Conflit ecclésiastique de Mayence, ou encore Guerre Bade-Palatinat, un conflit guerrier ayant eu lieu entre 1461 et 1462 à propos du siège épiscopal de Mayence.

## Origine
En 1459, le custode (de) de la cathédrale, Thierry d'Isembourg, est élu archevêque de Mayence avec un faible avantage sur Adolphe de Nassau. Une fois élu, Thierry doit gérer une situation conflictuelle qui remonte à 1458 face au comte palatin Frédéric Ier : il mène alors une coalition anti-Palatinat au combat contre le comte palatin, mais perd la bataille décisive de Pfeddersheim en juillet 1460.
Pour obtenir la confirmation de son élection par le Pape, Thierry doit aussi fournir des annates à hauteur de 20 000 florins ; il préfère se mettre dans l'opposition aux exigences de l'Empereur et du Pape. En conséquence, le pape Pie II déclare son remplacement par son concurrent de 1459, Adolphe de Nassau. Il excommunie Thierry le 21 août 1461, le déclare déposé en raison de son opposition à l'Église et à l'Empereur, ainsi que de sa tentative d'abolir les annates pontificales. Adolphe de Nassau est donc nommé par le Pape archevêque de Mayence et intronisé le 1er octobre 1461. La ville de Mayence reste cependant fidèle à Thierry, qui refuse d'abandonner le siège de l'archevêché.

## Développement
Adolphe s'allie à l'archevêque de Trèves, Jean II de Bade, le frère de ce dernier, l'évêque de Metz, Georges Ier de Bade, l'évêque de Spire, Jean II Nix von Hoheneck (de) et le comte Ulrich V de Wurtemberg. Le margrave Charles Ier de Bade chercha d'abord à servir de médiateur dans l'affaire, mais finit par prendre le parti d'Adolphe, lequel était allié à ses frères, l'évêque de Metz et l'archevêque de Spire ; par la suite, il essaya de prendre l'archevêché par les armes.
Du côté de Thierry, on compte le conseil de la ville de Mayence, son frère Ludwig et l'électeur palatin Frédéric Ier, son ennemi d'autrefois, lequel comme prix de son aide, les villes de Lorsch, Heppenheim et Bensheim.
Au début, les Badois dévastent les possessions des Palatins sur la rive gauche du Rhin, puis ils s'en prennent avec les gens de Spire et du Wurtemberg aux propriétés des Palatins sur la rive droite du Rhin. Pendant l'été 1462, parmi les partisans d'Adolphe de Nassau se répand le bruit que le compte palatin s'est rendu en Bavière avec ses troupes pour en soutenir le duc dans une querelle avec le Margrave d'Ansbach. Supposant le Palatinat désarmé, les Badois et les Wurtembergeois y pénètrent avec 8 000 hommes depuis Bretten : ils brûlent et pillent la région depuis Spire en suivant le Rhin jusqu'à Seckenheim. Mais là, Frédéric qui n'était décidément pas en Bavière surprend les troupes d'Adolphe avec les comtes de Linange et de Katzenelnbogen. Ils écrasent la cavalerie qui se sentait en sûreté et était à l'avant-garde un peu trop loin des troupes à pied. Le margrave Charles Ier, son frère l'évêque George de Metz sont faits prisonniers. Peu après, la capture du comte Ulrich V de Wurtemberg par Hans de Gemmingen (de) conclut cette phase de la guerre. La victoire à la bataille de Seckenheim vaudra à Frédéric le surnom de le victorieux. Le nom du lieu correspondant, un quartier de Mannheim, Friedrichsfeld, en garde encore la mémoire.
Frédéric fait conduire ses prisonniers en son Château de Heidelberg et les met aux fers jusqu'au règlement de leur rançon. Le margrave Charles paie 25 000 florins, laisse Sponheim en gage et reconnaît la suzeraineté palatine sur Pforzheim. L'évêque de Metz doit régler 45 000 florins. Pour Frédéric, cette victoire est une aubaine pour assurer sa position d'électeur.

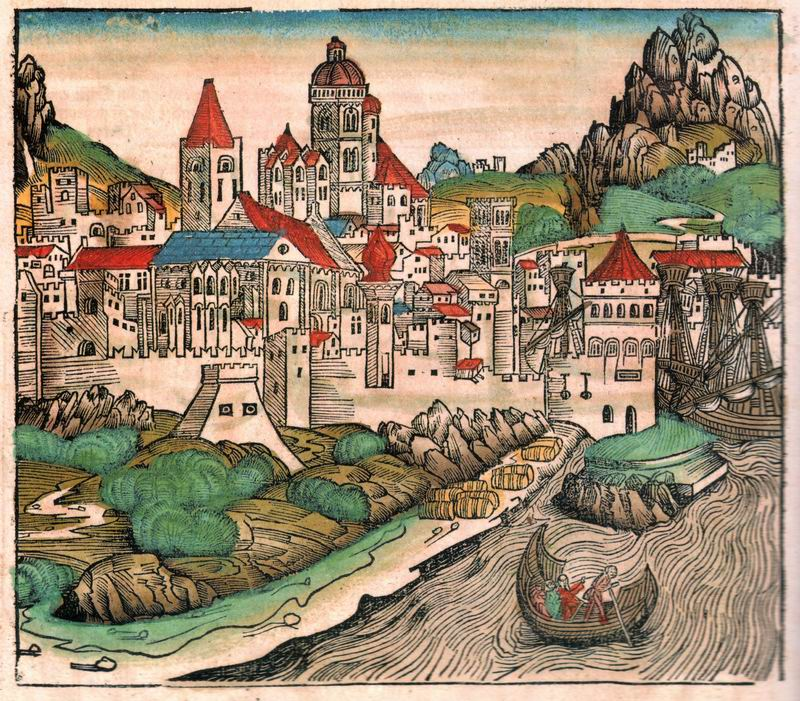
Mayence, la plus vieille carte imprimée de la ville fin de XVe siècle

La querelle ecclésiastique n'est pourtant pas résolue. D'autres combats vont faire de nombreuses victimes, et par exemple la ville de Mayence va subir de graves dommages. Dans la nuit du 28 octobre 1462 Adolphe de Nassau s'accorde avec des bourgeois de Mayence et pénètre par la Gautor (de) avec 500 hommes : au bout de douze heures de combats de rue, il s'assure la possession de la ville. On dénombre 400 morts, les hommes d'Adolphe pillent et incendient les habitations y compris le ancien cloître dominicain de Mayence. Pour peine du soutien apporté à Thierry, la ville perd ses privilèges et son statut de ville libre ; la ville tombe sous l'autorité d'un Vice-custode (de) nommé par l'archevêque. Le jour suivant, les citoyens étaient convoqués sur la place du marché : les 800 bourgeois qui comparurent alors furent tous expulsés, mais la moitié d'entre eux furent réintégrés peu après.

## Conclusion
Le conflit ecclésiastique lui-même ne se résout qu'après plusieurs négociations, en octobre 1463 : Thierry renonce à son siège et reconnaît Adolphe comme son successeur à la Paix de Zeilsheim ; il reçoit une indemnité consistante et la propriété de quelques villes d'entre les fiefs mayençais, Höchst, Steinheim et Dieburg.
Cependant, les alliés de chacun des concurrents au siège archiépiscopal avaient été payés ou rachetés à prix fort, ce qui aura deux conséquences à longue échéance : des châteaux et des villes vont être propriété du Palatinat, de la Hesse ou même pour un temps de la Saxe ; le remboursement de la dette du siège archiépiscopal sera un souci principal pendant les années suivantes.
Après la mort d'Adolphe en 1475, Thierry est réélu archevêque par le chapitre de la cathédrale et est cette fois confirmé dans sa charge par le pape Sixte IV. Il gérera l'archidiocèse sans autre conflit jusqu'à sa mort en 1482.

## Autres informations
- Pendant ce conflit, l'imprimerie récemment inventée a servi à des fins politiques : Thierry confie à Gutenberg des affiches et des tracts.

De plus, "Les artisans qui connaissaient la méthode encore secrète de leur maître (l'imprimerie) se dispersèrent alors à travers l'Europe, et l'ars nova se répandit avec eux." écrit Marino Zorzi dans son "Essor et déclin du livre imprimé vénitien" (BnF éditions).
- Les relations de famille entre les deux rivaux sont notables : la nièce d'Adolphe, Marie de Nassau-Wiesbaden est l'épouse du frère de Thierry, le comte Louis II d'Isembourg-Büdingen.

## Source de traduction
- (de) Cet article est partiellement ou en totalité issu de l’article de Wikipédia en allemand intitulé « Mainzer Stiftsfehde » (voir la liste des auteurs).